# Chironia peduncularis
Chironia peduncularis là một loài thực vật có hoa trong họ Long đởm. Loài này được Lindl. mô tả khoa học đầu tiên năm 1836.